# Maria Helena Moraes Scripilliti
Maria Helena Moraes Scripilliti é uma empresária brasileira, co-proprietário da empresa de capital fechado Votorantim S.A. Ela foi casada com o falecido Clovis Scripilliti, e juntos expandiram a Votorantim no Nordeste do Brasil durante os anos 1960 e 1970. Eles tiveram quatro filhos, incluindo Clovis Ermírio de Moraes Scripilliti que é vice-presidente do Grupo Votorantim. Segundo a Revista Exame, é uma das mulheres mais ricas do Brasil.

## Biografia
Nasceu Maria Helena de Moraes, no Brasil, em 20 de Setembro de 1930, filha de Helena Pereira Ignacio e José Ermírio de Moraes.

### Fortuna
Após a morte de seu irmão Antônio Ermírio de Moraes em 2014, ela e seu irmão Ermírio Pereira de Moraes mantiveram o controle do Grupo Votorantim, uma das maiores empresas privadas do Brasil. De acordo com a revista Forbes, ela teria um patrimônio estimado de 2,9 bilhões de dólares em dezembro de 2014.
Foi listada em 2016 entre os 70 maiores bilionários do Brasil pela revista Forbes.